# Cases Salvador Andreu
Les Cases Salvador Andreu són un conjunt arquitectònic situat al carrer Gran de Gràcia, 74-76 i la Travessera de Gràcia, 121 de Barcelona, catalogat com a bé amb elements d'interès (categoria C).

## Història
Va ser projectat el 1902 pel mestre d'obres Sebastià Gelabert i Serra per encàrrec de Salvador Andreu.

## Descripció
Consta de planta baixa, quatre pisos i àtic, tot cobert per un terrat transitable. Les façanes s'estructuren amb eixos d'obertures verticals de ritme regular on destaquen les tres tribunes de la façana principal.
La planta baixa s'obre al carrer per mitjà d'un gran nombre d'obertures, on el gran portal situat a sota de la tribuna central permet l'accés al vestíbul, des del que arrenquen dues escales diferenciades que estructuren tota la construcció interior com si fossin finques diferents. El parament de la resta de l'edifici esta recobert d'un colorit esgrafiat de temàtica vegetal, exceptuant les obertures i el seus emmarcaments.
Els elements més destacats de la façana són les tres tribunes encarades al carrer Gran de Gràcia que ocupen els quatre pisos. La central és la més ampla, de planta rectangular a diferència de la situada a l'angle nord-oest que presenta una planta poligonal, ambdues estructurades a partir de la superposició de pisos de pilars estriats de fosa. Però la més prominent és la situada a la transitada cantonada dels carrers Gran de Gràcia i travessera de Gràcia. Es tracta d'una tribuna de cos cilíndric estructurada en ferro i coronada per una cúpula coberta d'escates vidriades policromes. Les tres presenten un tancament de vitrall emplomat, amb sanefa superior policroma i temàtica floral. Destaca la cartel·la de pedra amb decoració vegetal que decora i sustenta la tribuna en el primer pis. La resta d'obertures són balcons, correguts a la primera planta i individuals a la resta, tancats per una barana de ferro forjat. Aquests resten emmarcats per pedra als muntants mentre a la part superior una sanefa de tipus vegetal resta emfatitzada a la llinda.
L'edifici es coronat per un ràfec motllurat sustentat per permòdols i el terrat resta tancat per una barana d'obra a excepció de les tribunes, on el tancament de l'edifici es realitza amb baranes de ferro forjat. La façana secundaria a la Travessera de Gràcia, presenta un sistema compositiu similar a la principal.